# 仏光駅
仏光駅（プルグァンえき）は、大韓民国ソウル特別市恩平区大棗洞にあるソウル交通公社の駅。

## 利用可能な鉄道路線
ソウル交通公社
 3号線 - 駅番号は322
 6号線 - 駅番号は612

## 歴史
- 1985年7月12日 - ソウル特別市地下鉄公社3号線（当時）の駅として開業。
- 2000年12月15日 - ソウル交通公社6号線の駅が開業。
- 2005年1月1日 - ソウル特別市地下鉄公社がソウルメトロに改称。

## 駅構造
3号線のホーム階は地下2階にあり、相対式ホーム2面2線を有している。保安用にホームドアシステム（フルスクリーンタイプ）を装備する。ホーム北端に6号線との連絡通路があり、改札の外に出ずに乗り換えることが可能。
改札階は地下1階にあり、改札口は北側（ヨンシンネ寄り）と南側（碌磻寄り）の2ヶ所あるが、いずれも上下ホーム別々に設置されている。北側の改札のみホームへの連絡エレベーターが設置されている。化粧室は改札外にある。
出入口は1番から5番まで計5ヶ所ある。
6号線のホーム階は地下4階にあり、単式ホーム1面1線を有しており、電車の進行方向左側のドアが開く。保安用にホームドアシステム（フルスクリーンタイプ）を装備する。ホーム東寄り（トクパウィ寄り）に3号線上りホームへの連絡階段及びエレベータが、西寄り（駅村寄り）に3号線下りホームへの連絡階段及びエレベータある。これらの階段及びエレベータは改札階に行くことも可能。
改札階は地下1階にあり、改札口は西側（駅村寄り）と東側（トクパウィ寄り）にそれぞれ階段専用の改札口1ヶ所とエレベーター専用改札口が1ヶ所ずつあり、合計4ヶ所ある。化粧室は東側の改札外にある。
出入口は6番から9番までの計4ヶ所ある。

### のりば
案内上ののりば番号は設定されていない。
| ホーム             | 路線               | 行先                                    |                    |
| 3号線ホーム（B2F） | 3号線ホーム（B2F） | 3号線ホーム（B2F）                      | 3号線ホーム（B2F） |
| ------------------ | ------------------ | --------------------------------------- | ------------------ |
| 上り               | 3号線              | ヨンシンネ・旧把撥・大谷・大化方面      |                    |
| 下り               | 3号線              | 鍾路3街・高速ターミナル・水西・梧琴方面 |                    |
| 6号線ホーム（B4F） |                    |                                         |                    |
| 循環               | 6号線              | 鷹岩・孔徳・東廟前・新内方面            |                    |

## 利用状況
近年の一日平均利用人員推移は下記のとおり。
| 路線  | 路線     | 2000年 | 2001年 | 2002年 | 2003年 | 2004年 | 2005年 | 2006年 | 2007年 | 2008年 | 2009年 | 出典  |
| ----- | -------- | ------ | ------ | ------ | ------ | ------ | ------ | ------ | ------ | ------ | ------ | ----- |
| 3号線 | 乗車人員 | 19,975 | 17,498 | 17,438 | 17,322 | 17,889 | 18,130 | 17,964 | 18,277 | 18,262 | 18,667 | [ 1 ] |
| 3号線 | 降車人員 | 18,132 | 16,361 | 16,585 | 16,573 | 17,451 | 18,475 | 18,593 | 19,205 | 19,444 | 19,922 | [ 1 ] |
| 3号線 | 乗降人員 | 38,108 | 33,859 | 34,023 | 33,895 | 35,340 | 36,604 | 36,557 | 37,482 | 37,706 | 38,589 | [ 1 ] |
| 6号線 | 乗車人員 | 2,402  | 2,298  | 2,591  | 2,805  | 2,918  | 3,451  | 3,633  | 3,984  | 4,251  | 4,521  | [ 2 ] |
| 6号線 | 降車人員 | 1,734  | 1,975  | 2,258  | 2,499  | 2,624  | 3,169  | 3,349  | 3,607  | 3,912  | 4,009  | [ 2 ] |
| 6号線 | 乗降人員 | 4,136  | 4,273  | 4,849  | 5,303  | 5,543  | 6,620  | 6,983  | 7,591  | 8,163  | 8,530  | [ 2 ] |
| 路線  | 路線     | 2010年 | 2011年 | 2012年 | 2013年 | 2014年 | 2015年 |        |        |        |        |       |
| 3号線 | 乗車人員 | 18,802 | 18,791 | 18,640 | 19,228 | 19,727 | 19,532 |        |        |        |        |       |
| 3号線 | 降車人員 | 20,124 | 20,074 | 20,238 | 20,964 | 21,597 | 21,258 |        |        |        |        |       |
| 3号線 | 乗降人員 | 38,926 | 38,865 | 38,878 | 40,192 | 41,324 | 40,790 |        |        |        |        |       |
| 6号線 | 乗車人員 | 4,830  | 4,950  | 5,224  | 5,454  | 5,743  | 5,774  |        |        |        |        |       |
| 6号線 | 降車人員 | 4,189  | 4,470  | 5,001  | 5,270  | 5,488  | 5,489  |        |        |        |        |       |
| 6号線 | 乗降人員 | 9,019  | 9,420  | 10,225 | 10,725 | 11,231 | 11,263 |        |        |        |        |       |

## 駅周辺
- NC百貨店 & キムスクラブ（朝鮮語版） 仏光店
- ソウル革新パーク（朝鮮語版）
- ソウル記録院（朝鮮語版）
- ソウル特別市50プラス財団（朝鮮語版）
- CJ CGV 仏光
- トクバクゴルヒルステイト、レミアンアパート
- 国民年金公団（朝鮮語版）西大門恩平支社
- 大恩初等学校
- 大棗市場
- 仏光寺
- 仏光市場
- 仏光郵便局
- 仏光1洞住民センター
- 仏光初等学校
- 食品医薬品安全庁
- ソウル西部市外バスターミナル（朝鮮語版）
- KT 恩平支社
- 韓国観光公社 観光人力開発院
- 韓国保健社会研究院
- 韓国女性開発院
- 韓国電力公社 恩平変電所
- 韓国環境政策評価研究院
- 旧基トンネル（朝鮮語版）

## 隣の駅
ソウル交通公社
 3号線
ヨンシンネ駅 (321) - 仏光駅 (322) - 碌磻駅 (323)
 6号線
駅村駅 (611) → 仏光駅 (612) → トクパウィ駅 (613)